# فيفان شاه
فيفان شاه هو ممثل هندي، ولد في 11 يناير 1990 بمومباي في الهند.

## أعمال

### أفلام
- (2015) بومباي المخملية

## وصلات خارجية
- فيفان شاه على موقع IMDb (الإنجليزية)
- فيفان شاه على موقع قاعدة بيانات الأفلام العربية
- فيفان شاه على موقع ألو سيني (الفرنسية)
- فيفان شاه على موقع أول موفي (الإنجليزية)
- فيفان شاه على موقع كينوبويسك (الروسية)